# Can Pau Morral
Can Pau Morral és una casa de Maçanet de la Selva (Selva) inclosa a l'Inventari del Patrimoni Arquitectònic de Catalunya.

## Descripció
Construcció moderna que englova un balcó i una porta allindada de pedra antigues. El balcó és de fusta, situat al primer pis i cobreix un racó de la casa. Està dotat d'un cobert que és una extensió del teulat. Actualment aquest cobert, encara amb bigues de fusta, està tort i suportat per una biga de ferro.